# Phoebe Waller-Bridge
Phoebe Mary Waller-Bridge (Londra, 14 luglio 1985) è un'attrice, sceneggiatrice e drammaturga britannica.
È nota soprattutto per aver scritto le serie tv Killing Eve e Fleabag, entrambe inserite dal Guardian fra le migliori del XXI secolo, rispettivamente al 30° e all'8º posto. La serie Fleabag, da lei diretta, prodotta, sceneggiata ed interpretata, si è aggiudicata tre Premi Emmy, due Golden Globe, uno Screen Actors Guild Award, due Critics Choice Awards e un BAFTA Television Award.
Nel 2020 The Times la inserisce fra le 100 persone più influenti del mondo. Nel 2021 ha contribuito alla sceneggiatura del film di James Bond No Time to Die, mentre nel 2023 recita al fianco di Harrison Ford in Indiana Jones e il quadrante del destino.

## Biografia
Il padre, Michael Cyprian Waller-Bridge, è il fondatore della piattaforma elettronica Tradepoint, mentre la madre Theresa Mary, figlia di Sir John Edward Longueville Clerke, dodicesimo baronetto Longueville Clerke, è impiegata della Worshipful Company of Ironmongers. Suo nonno, Cyprian Waller-Bridge (1918-1960), era attore e speaker della BBC. I suoi antenati erano politici ed ecclesiastici, tra cui spicca Egerton Leigh, politico conservatore dell'Ottocento.
Cresciuta nel borgo londinese di Ealing, ha frequentato il DLD College di Marylebone e la Royal Academy of Dramatic Art, prima di debuttare a teatro dal 2007. 
È co-direttrice artistica della compagnia teatrale DryWrite, e, oltre a recitare, ha scritto le commedie Good, Clean, Fun e Fleabag. In televisione, ha iniziato ad acquisire notorietà prendendo parte alla seconda stagione di Broadchurch, nel 2015. Nel 2016, è stata autrice e protagonista della sitcom Crashing, trasmessa da Channel 4. Sempre nel 2016 è autrice, attrice e produttrice di Fleabag, adattamento della sua omonima commedia teatrale, per BBC Three. Nel 2018 è stata ingaggiata per sviluppare per BBC America il romanzo Codename Villanelle di Luke Jennings, che diventerà la serie tv Killing Eve, della quale firma anche la sceneggiatura di quattro episodi.
Nel 2019 per la seconda stagione di Fleabag ha vinto il premio Emmy per la miglior attrice in una serie commedia e per la miglior sceneggiatura di una serie commedia, diventando la seconda persona ad aver vinto in entrambe le categorie nella medesima edizione dopo Tina Fey nel 2008. Nel febbraio 2021 viene reso noto che co-produrrà e interpreterà la serie Mr & Mrs Smith per Amazon Prime, progetto dal quale successivamente esce a seguito di divergenze creative. Ha recitato anche nel quinto film di Indiana Jones uscito nel 2023 interpretando Helena Shaw, la figlioccia di Indiana Jones.

## Vita privata
Fino al 2016, ha vissuto a Kensal Green con il marito Conor Woodman. Si è separata nel 2017. Dal 2018 ha una relazione con il regista Martin McDonagh.

## Filmografia

### Attrice

#### Cinema
- The Reward, regia di Lucy Patrick Ward - cortometraggio (2009)
- Meconium, regia di Rosanne Flynn - cortometraggio (2011)
- Albert Nobbs, regia di Rodrigo García (2011)
- The Iron Lady, regia di Phyllida Lloyd (2011)
- Un amore per caso (Man Up), regia di Ben Palmer (2015)
- Vi presento Christopher Robin (Goodbye Christopher Robin), regia di Simon Curtis (2017)
- Solo: A Star Wars Story, regia di Ron Howard (2018)
- Indiana Jones e il quadrante del destino (Indiana Jones and the Dial of Destiny), regia di James Mangold (2023)
- A Big Bold Beautiful Journey - Un viaggio straordinario (A Big Bold Beautiful Journey), regia di Kogonada (2025)

#### Televisione
- Doctors – serial TV, 1 puntata (2009)
- How Not to Live Your Life – serie TV, 1 episodio (2010)
- The Night Watch, regia di Richard Laxton – film TV (2011)
- Coming Up – serie TV, 1 episodio (2013)
- The Café – serie TV, 13 episodio (2011-2013)
- London Irish – serie TV, 1 episodio (2013)
- Bad Education – serie TV, 1 episodio (2013)
- Blandings – serie TV, 1 episodio (2014)
- Glue – miniserie TV, 2 puntate (2014)
- Broadchurch – serie TV, 8 episodi (2015)
- Flack, regia di Adam Miller – film TV (2015)
- Crashing – serie TV, 6 episodi (2016)
- Fleabag – serie TV, 12 episodi (2016-2019)
- Saturday Night Live - 1 episodio (2019)
- Run - Fuga d'amore (Run) – serie TV, 3 episodi (2020)
- Staged – serie TV, 1 episodio (2021)

#### Videoclip
- Treat People With Kindness di Harry Styles (2021)

### Sceneggiatrice
- Drifters – serie TV, 1 episodio (2014)
- Crashing – serie TV, 6 episodi (2016)
- Fleabag – serie TV, 12 episodi (2016-2019)
- Killing Eve - serie TV, 4 episodi (2018)
- No Time to Die, regia di Cary Fukunaga (2021)

### Doppiatrice
- Beautiful Enough, regia di Claire Oakley (2011) - cortometraggio
- His Dark Materials - Queste oscure materie (His Dark Materials) – serie TV episodi 2x04-20x7 (2020)
- IF - Gli amici immaginari (IF), regia di John Krasinski (2024)

## Teatro

### Attrice
- Crazy Love, regia di George Perrin. Lunchtime Theatre di Glasgow (2007)[6]
- Twelfth Night, regia di Lucy Kerbel. Ripley Castle, North Yorkshire (2008)[6]
- Roaring Trade, regia di Roxana Silbert. Soho Theatre di Londra (2009)[6]
- 2nd May 1997, regia di George Perrin. Bush Theatre di Londra (2009)[6]
- Rope, regia di Roger Michell. Almeida Theatre di Londra (2009)[6]
- Is Everyone OK?, regia di George Perrin. Latitude Festival e Drum Theatre di Plymouth (2009).[6]
- Like a Fishbone, regia di Josie Rourke. Bush Theatre di Londra (2010)
- Tribes, regia di Roger Michell. Royal Court Theatre di Londra (2010)
- Hay Fever, regia di Howard Davies. Noël Coward Theatre di Londra (2011)[12]
- Mydidae, regia di Vicky Jones. Trafalgar Studios di Londra (2012)[13]
- Fleabag, regia di Vicky Jones. Soho Theatre di Londra (2013)[9]
- The One, Soho Theatre di Londra (2014)[14]
- Fleabag, regia di Vicky Jones. Off Broadway di New York (2018)
- Fleabag, regia di Vicky Jones. Wyndham's Theatre di Londra (2019)

### Autrice
- Good. Clean. Fun., regia di Vicky Jones e Phoebe Waller-Bridge. Soho Theatre di Londra (2012)
- Fleabag, regia di Vicky Jones. Soho Theatre di Londra (2013)[9]

## Riconoscimenti

### Cinema
- Golden Globe
  - 2019 – Candidatura alla miglior serie drammatica per Killing Eve
  - 2020 – Candidatura alla miglior serie drammatica per Killing Eve
  - 2020 – Miglior attrice in una serie commedia per Fleabag
  - 2020 – Miglior serie commedia per Fleabag
- Premio Emmy
  - 2018 – Candidatura alla miglior sceneggiatura per una serie drammatica per Killing Eve
  - 2019 – Miglior attrice protagonista in una serie commedia per Fleabag
  - 2019 – Miglior sceneggiatura per una serie commedia per Fleabag
  - 2019 – Miglior serie commedia per Fleabag
  - 2019 – Candidatura alla miglior serie drammatica per Killing Eve
  - 2020 – Candidatura alla miglior serie drammatica per Killing Eve
  - 2020 – Candidatura alla miglior guest star in una serie commedia per il Saturday Night Live
- Premio BAFTA
  - 2017 – Miglior attrice in una serie commedia per Fleabag
  - 2017 – Candidatura alla miglior serie commedia per Fleabag
  - 2020 – Candidatura alla miglior attrice in una serie commedia per Fleabag
  - 2020 – Candidatura alla miglior serie commedia per Fleabag

- Screen Actors Guild Award
  - 2020 – Candidatura al miglior cast di una serie commedia per Fleabag
  - 2020 – Miglior attrice in una serie commedia per Fleabag

### Teatro
- Premio Laurence Olivier
  - 2014 – Candidatura al risultato di eccellenza in un teatro affiliato per Fleabag
  - 2020 – Candidatura alla miglior nuova commedia per Fleabag
  - 2020 – Candidatura alla migliore attrice protagonista per Fleabag

## Doppiatrici italiane
Nelle versioni in italiano delle opere in cui ha recitato, Phoebe Waller-Bridge è stata doppiata da:
- Angela Brusa in Fleabag, Vi presento Christopher Robin, Solo: A Star Wars Story, Indiana Jones e il quadrante del destino
- Rossella Acerbo in The Iron Lady, Run - Fuga d'amore
- Chiara Colizzi in Broadchurch

Come doppiatrice è sostituita da:
- Angela Brusa in His Dark Materials - Queste oscure materie
- Pilar Fogliati in IF - Gli amici immaginari

## Ascendenza
|                                               |                               |                                      | Genitori                        |  |  | Nonni |  |  | Bisnonni             |  |  | Trisnonni |  |
|                                               |                               |                                      |                                 |  |  |       |  |  | Horace Waller-Bridge |  |  | …         |  |
|                                               |                               |                                      |                                 |  |  |       |  |  | Horace Waller-Bridge |  |  | …         |  |
|                                               |                               | …                                    |                                 |  |  |       |  |  | Horace Waller-Bridge |  |  |           |  |
| Cyprian Waller-Bridge                         |                               |                                      |                                 |  |  |       |  |  | Horace Waller-Bridge |  |  |           |  |
|                                               |                               | Elsie Ward-Boughton-Leigh            | Theodosius Ward-Boughton-Leigh  |  |  |       |  |  |                      |  |  |           |  |
|                                               |                               | Elsie Ward-Boughton-Leigh            | Theodosius Ward-Boughton-Leigh  |  |  |       |  |  |                      |  |  |           |  |
|                                               |                               | Elsie Ward-Boughton-Leigh            | Florence Maunsell               |  |  |       |  |  |                      |  |  |           |  |
| Michael Waller-Bridge                         |                               | Elsie Ward-Boughton-Leigh            |                                 |  |  |       |  |  |                      |  |  |           |  |
|                                               |                               | Walter Harvie                        | J. W. Harvie                    |  |  |       |  |  |                      |  |  |           |  |
|                                               |                               | Walter Harvie                        | J. W. Harvie                    |  |  |       |  |  |                      |  |  |           |  |
|                                               |                               | Walter Harvie                        | …                               |  |  |       |  |  |                      |  |  |           |  |
| Jill Harvie                                   |                               | Walter Harvie                        |                                 |  |  |       |  |  |                      |  |  |           |  |
|                                               |                               | Auriol Grayson                       | Henry Grayson, I baronetto      |  |  |       |  |  |                      |  |  |           |  |
|                                               |                               | Auriol Grayson                       | Henry Grayson, I baronetto      |  |  |       |  |  |                      |  |  |           |  |
|                                               |                               | Auriol Grayson                       | Dora Harrington                 |  |  |       |  |  |                      |  |  |           |  |
| Phoebe Waller-Bridge                          |                               | Auriol Grayson                       |                                 |  |  |       |  |  |                      |  |  |           |  |
|                                               | Francis William Talbot Clerke | William Francis Clerke, XI baronetto |                                 |  |  |       |  |  |                      |  |  |           |  |
|                                               | Francis William Talbot Clerke | William Francis Clerke, XI baronetto |                                 |  |  |       |  |  |                      |  |  |           |  |
|                                               | Francis William Talbot Clerke | Beatrice Menzies                     |                                 |  |  |       |  |  |                      |  |  |           |  |
| John Edward Longueville Clerke, XII baronetto | Francis William Talbot Clerke |                                      |                                 |  |  |       |  |  |                      |  |  |           |  |
|                                               |                               | Albinia Mary Evans-Lombe             | Edward Henry Evans-Lombe        |  |  |       |  |  |                      |  |  |           |  |
|                                               |                               | Albinia Mary Evans-Lombe             | Edward Henry Evans-Lombe        |  |  |       |  |  |                      |  |  |           |  |
|                                               |                               | Albinia Mary Evans-Lombe             | Albinia Harriet Leslie-Melville |  |  |       |  |  |                      |  |  |           |  |
| Teresa Clerke                                 |                               | Albinia Mary Evans-Lombe             |                                 |  |  |       |  |  |                      |  |  |           |  |
|                                               |                               | Ivor Reginald Beviss Bond            | Thomas Bond                     |  |  |       |  |  |                      |  |  |           |  |
|                                               |                               | Ivor Reginald Beviss Bond            | Thomas Bond                     |  |  |       |  |  |                      |  |  |           |  |
|                                               |                               | Ivor Reginald Beviss Bond            | Mary                            |  |  |       |  |  |                      |  |  |           |  |
| Mary Beviss Bond                              |                               | Ivor Reginald Beviss Bond            |                                 |  |  |       |  |  |                      |  |  |           |  |
|                                               |                               | Rosa Sophia Hayes                    | …                               |  |  |       |  |  |                      |  |  |           |  |
|                                               |                               | Rosa Sophia Hayes                    | …                               |  |  |       |  |  |                      |  |  |           |  |
|                                               |                               | Rosa Sophia Hayes                    | …                               |  |  |       |  |  |                      |  |  |           |  |
|                                               |                               | Rosa Sophia Hayes                    |                                 |  |  |       |  |  |                      |  |  |           |  |